# 하광로
하광로(Hagwang-ro)는 제주특별자치도 제주시 애월읍 하귀입구교차로에서 애월읍 광령4교차로 잇는 제주특별자치도의 도로이다. 

## 주요 경유지
제주특별자치도
- 제주시 (애월읍)

## 노선
| 이름            | 접속 노선                      | 소재지 | 소재지 | 비고 |
| --------------- | ------------------------------ | ------ | ------ | ---- |
| 하귀입구 교차로 | 지방도 제1132호선 (일주서로)   | 제주시 | 애월읍 |      |
| 하귀1교         |                                | 제주시 | 애월읍 |      |
| 하귀1리 교차로  | 애조로                         | 제주시 | 애월읍 |      |
| 광령3 교차로    | 지방도 제1136호선 (중산간서로) | 제주시 | 애월읍 |      |
| 광령회전 교차로 | 광성로                         | 제주시 | 애월읍 |      |
| 광령4 교차로    | 지방도 제1135호선 (평화로)     | 제주시 | 애월읍 |      |

## 주요 건물 및 시설
- GS25 제주해도점 (하광로 8/하귀1리 551)
- 뚜레쥬르 (하광로 53/하귀1리 163-3)
- CU 제주광령2리점 (하광로 472/광령리 3149-1)
- 광령2리사무소 (하광로 473/광령리 3067-1)
- GS25 제주공룡랜드점 (하광로 515-2/광령리 2637)
- CU 제주평화로점 (하광로 533/광령리 2662-3)